# Ekaterina Voronina (multiplista)
Ekaterina Aleksandrovna Voronina (in russo Екатерина Александровна Воронина?; Tashkent, 16 febbraio 1992) è una multiplista uzbeka.

## Biografia
Da adolescente Voronina si è specializzata nel lancio del giavellotto, disciplina con cui ha partecipato nel 2009 ai Mondiali allievi, suo debutto internazionale. Dal 2011 si è dedicata alle prove multiple vincendo il titolo nazionale, cosa che ha replicherato negli anni successivi. Nel 2013 ha debuttato ai campionati asiatici, vincendo una medaglia d'argento. Allenata da Pavel Andreev, ha accumulato sempre maggior esperienza che l'hanno portata a partecipare ai Giochi olimpici di Rio de Janeiro 2016.

## Palmarès
| Anno | Manifestazione      | Sede           | Evento                 | Risultato | Prestazione | Note                                     |
| ---- | ------------------- | -------------- | ---------------------- | --------- | ----------- | ---------------------------------------- |
| 2009 | Mondiali allievi    | Bressanone     | Lancio del giavellotto | 14ª (q)   | 46,13 m     |                                          |
| 2013 | Campionati asiatici | Pune           | Eptathlon              | Argento   | 5 599 p.    |                                          |
| 2014 | Asiatici indoor     | Hangzhou       | Pentathlon             | 4ª        | 3 951 p.    |                                          |
| 2014 | Giochi asiatici     | Incheon        | Eptathlon              | Oro       | 5 912 p.    |                                          |
| 2015 | Campionati asiatici | Wuhan          | Eptathlon              | Oro       | 5 689 p.    |                                          |
| 2015 | Mondiali            | Pechino        | Eptathlon              | 24ª       | 5 701 p.    | Miglior prestazione personale stagionale |
| 2016 | Asiatici indoor     | Doha           | Pentathlon             | Oro       | 4 224 p.    |                                          |
| 2016 | Giochi olimpici     | Rio de Janeiro | Eptathlon              | dnf       | dnf         |                                          |
| 2018 | Giochi asiatici     | Giacarta       | Eptathlon              | 5ª        | 5 826 p.    |                                          |
| 2019 | Campionati asiatici | Doha           | Eptathlon              | Oro       | 6 198 p.    | Miglior prestazione personale stagionale |
| 2019 | Mondiali            | Doha           | Eptathlon              | 10ª       | 6 099 p.    |                                          |
| 2021 | Giochi olimpici     | Tokyo          | Eptathlon              | 12ª       | 6 298 p.    |                                          |
| 2023 | Asiatici indoor     | Astana         | Pentathlon             | Oro       | 4 386 p.    |                                          |
| 2023 | Campionati asiatici | Bangkok        | Eptathlon              | Oro       | 6 098 p.    |                                          |
| 2023 | Mondiali            | Budapest       | Eptathlon              | 16ª       | 5922 p.     |                                          |
| 2023 | Giochi asiatici     | Hangzhou       | Eptathlon              | Argento   | 6 056 p.    |                                          |